# Partito Democratico del Popolo Somalo
Il Partito Democratico del Popolo Somalo (in amarico: የኢትዮጵያ የሶማሌ ሕዝቦች ዴሞክራሲዊ ፓርቲ) è un partito politico etiope fondato nel 1998 per rappresentare le minoranze somale presenti nella Regione dei Somali, in particolare dell'Ogaden.
Precursore del partito era la Lega Democratica Somala Etiope, fondata nel 1994.

Ha ottenuto 19 seggi alle elezioni parlamentari del 2000 e 24 seggi a quelle del 2005 e del 2010.

Regione dei Somali